# Pachytella mongolica
Pachytella mongolica – gatunek chrząszcza z rodziny kózkowatych i podrodziny zmorsznikowych.
Gatunek ten opisany został w 1969 roku przez Leopolda Heyrovskiego.
Kózka o ciele stosunkowo wąskim, węższym niż u P. churkini. W porównaniu do wspomnianego gatunku ma silniej piłkowane czułki, nieco dłuższy przedtułów, słabiej rozwinięte boczne guzki tułowia, rzadziej punktowane pokrywy i znacznie węższe stopy przednich odnóży u samców. Pokrywy mają stosunkowo regularną rzeźbę i raczej niezmienny wzór u samców. Samice mają zwykle szerokie, ciemne pasy barkowe, takie jak u samców, ale mogą też mieć całkowicie żółte lub całkowicie czarne pokrywy.
Chrząszcz palearktyczny, endemiczny dla Mongolii. Podawany z czterech ajmaków: kobdoskiego, gobijsko-ałtajskiego, dzawchańskiego i bajanolgijskiego. Spotykany na obszarach stepowych na wysokościach od 1000 do 2900 m n.p.m..